# Campimetría

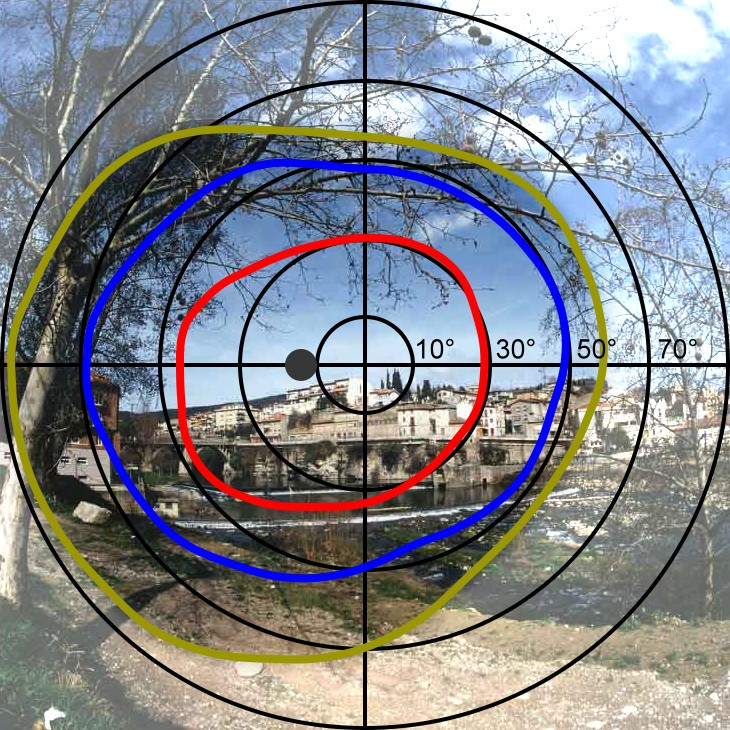
Campo de visión central y periférico del ojo izquierdo.

La campimetría visual, también llamada perimetría visual, es un examen médico que se utiliza para valorar las alteraciones del campo visual. El campo visual es la porción del espacio que es capaz de captar el ojo inmóvil en un momento dado.
La campimetría se utiliza principalmente para realizar el control evolutivo del glaucoma y de otras enfermedades de la retina, como la retinosis pigmentaria. También se emplea para el estudio de las lesiones de la vía óptica, pues valorando las pérdidas del campo visual puede localizarse el lugar de la lesión. -

## Uso clínico

### Campímetros
El instrumento usado para las pruebas de campimetría se denomina campímetro o perímetro. Hoy en día solo existen los computarizados. Hay varios modelos comerciales patentados disponibles. 

Estos campímetros computerizados están
provistos de algoritmos que filtran y purifican los errores, y de estrategias que acortan el tiempo de la exploración, evitando en lo posible la fatiga.
Las estrategias rápidas calculan por proximidad el umbral esperado de cada estímulo, con lo cual, sin afectar a la precisión, se reduce considerablemente el escalonamiento y el tiempo total de la prueba. 
Las mejores marcas van provistas de paquetes estadísticos tomados de poblaciones normales agrupadas por edad, a efectos comparativos.
En la práctica clínica esta exploración la lleva a cabo generalmente el personal técnico, auxiliares de enfermería o enfermeros ,siguiendo instrucciones del optometrista o del  médico especialista en oftalmología, que es quien al final interpreta la prueba. La función del operador es garantizar que se cumplan todos los requisitos establecidos de fiabilidad.
Se obtiene un mapa bi o tridimensional de sensibilidad luminosa diferencial para cada ojo, cuya máxima cota está en el centro y va decayendo hacia la periferia. Tridimensionalmente el campo de visión normal podría compararse a un islote de visión en medio de un mar de ceguera. El pico puede medir 34 dB (decibelios) y la orilla 0-1 dB en la pendiente de la playa. Cerca del pico hay un pozo profundo que llega al mar: es la mancha ciega, correspondiente a la papila óptica.

### Validación de perímetros

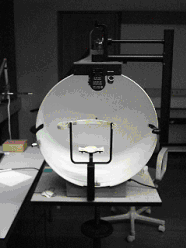
Perímetro arcaico de funcionamiento mecánico.

La eficiencia de un determinado perímetro viene dada por su sensibilidad, especificidad y reproducibilidad. Definimos como sensibilidad a la capacidad de una prueba para detectar patología y como especificidad a su habilidad para definir normalidad (definidas en %).
La reproducibilidad es la capacidad en detectar una diferencia verdadera entre varias mediciones.

### Condiciones exploratorias
La perimetría es una exploración muy utilizada. Para que sea consistente y reproducible requiere atención por parte del sujeto a explorar y habilidad por parte del explorador. No es practicable en niños pequeños o personas de avanzada edad y resulta poco fiable en adolescentes. Diversas circunstancias, como la duración de la prueba y estados de ánimo, pueden modificar los resultados.
Se ha comprobado que, incluso en condiciones ideales, se producen oscilaciones en los resultados cuando se repite la prueba con cortos intervalos de tiempo.

Este fenómeno se conoce como factor de fluctuación o variabilidad de los umbrales y es el punto débil de la perimetría. 
La variabilidad depende de varios factores como el aprendizaje, la fatiga, pequeños errores de fijación y otras circunstancias mal determinadas. Las áreas con pérdidas de sensibilidad (escotomas) son potencialmente fluctuantes.
Desde un punto de vista médico, la campimetría pretende traducir, con la fidelidad de un mapa, la integridad sensorial de la retina y la conductividad de las vías ópticas hasta la corteza occipital del cerebro. 
Descubrir los fallos de la retina y nervio óptico interesa  en la especialidad médica de oftalmología, neuroftalmologia y neurología de la visión y se manifiestan en un solo ojo como depresiones o cráteres locales (escotomas) o generales (depresiones o hundimientos) totales o parciales del islote. Los fallos situados más atrás, en el quiasma óptico, interesan especialmente en Endocrinología por afectaciones sobre todo de la hipófisis y se manifiestan como depresiones bilaterales no muy simétricas (cuadrantanopsias o hemianopsias) llamadas heterónimas. Los fallos en las vías ópticas postquiasmáticas cerebrales (compresiones, hemorragias, desmielinizaciones, etc.) interesan en Neurología y se traducen por hemianopsias bilaterales de una gran regularidad, congruencia y simetría, por lo que se llaman homónimas, en las que la parte ciega corresponde a una afectación en el hemisferio cerebral contrario.                                 
Otro factor importante a tener en cuenta es que muchos programas y estrategias de los perímetros automáticos están preparados solo para Glaucoma.

## Campimetría en elglaucoma
La enfermedad ocular de definición campimétrica por excelencia es el glaucoma crónico.
Al contrario de otras enfermedades, el glaucoma no tiene ningún marcador o gold standard extraperimétrico o independiente (como podría ser un test serológico). La progresión funcional o campimétrica de la enfermedad glaucoma ocurre a largo plazo de forma irreversible en tres fases: oculta, de aumento de umbrales y crítica.

### Fase oculta
Inicialmente hay un período oculto en el que la perimetría convencional permanece normal. Para detectar la enfermedad en esta fase sería necesario aumentar la sensibilidad de los aparatos medidores. 
Al efecto se están desarrollando nuevos modelos perimétricos usando estimulación cualitativamente diferente:

### Umbrales aumentados
En esta fase del glaucoma los defectos en el campo visual aparecen y desaparecen con gran variabilidad. Según la efectividad terapéutica los defectos pueden tardar bastantes años en consolidarse como patrones identificables. De ahí el interés de seguir un tratamiento 
Series perimétricas consecutivas, realizadas cada seis meses y analizadas con los programas estadísticos especiales de algunas marcas de perímetros (análisis de eventos y de tendencias), indicarán si la enfermedad progresa o permanece estable.

### Deterioro progresivo
Pasada esta fase, la enfermedad entra en una etapa crítica de glaucoma evolucionando con deterioro progresivo del campo visual a pesar del tratamiento tensional correcto, que puede terminar en la ceguera.